# Олехновичі (станція)
Олехновичі (біл. Аляхновічы) — проміжна залізнична станція Мінського відділення Білоруської залізниці на лінії Мінськ — Молодечно у однойменному селі Молодечненського району Мінської області. Неподалік від станції протікає річка Уша.

## Історія
Станція відкрита 1876 року.
14 квітня 1961 року Міністерство шляхів сполучення СРСР погодило техніко-економічне обгрунтування електрифікації 48-кілометрової ділянки Мінськ — Олехновичі. Проєктом було передбачено реконструкцію колій, переїзної автоматики, пристроїв СЦБ та зв'язку, господарства Мінського електромережевого району, будівництво моторвагонного депо та двох тягових підстанцій.
5 грудня 1963 року о 19:00 за командою енергодиспетчера Омара Авлахошвілі вперше подано напругу до контактної мережі від тягової підстанції Олехновичі. Електрифікована змінним струмом (~25 кВ) в складі дільниці Мінськ-Пасажирський — Олехновичі.
7 грудня 1963 року о 15:36 з 2-ї колії станції Мінськ-Пасажирський відправився перший в Білорусі електропоїзд ЕР9-23, під керуванням машиніста Георгія Галкіна та помічника машиніста Олександра Іванова, за маршрутом Мінськ —  Олехновичі.
1 січня 1964 року розпочався регулярний рух електропоїздів за маршрутом Мінськ — Олехновичі.

## Пасажирське сполучення
На станції зупиняються поїзди регіональних ліній економ-класу Молодечненського напрямку. Станція є однією з кінцевих для поїздів регіональних ліній.